# Jorge Trindade Neves de Camões

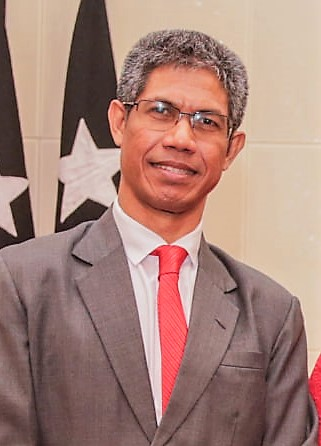
Jorge Trindade Neves de Camões (2021)

Jorge Trindade Neves de Camões (* 18. Februar 1969 in Lautém, Portugiesisch-Timor) ist ein osttimoresischer Diplomat. Von 2021 bis 2025 war er zum osttimoresischen  Botschafter in Brüssel ernannt, womit er neben Belgien auch für die Europäische Union, Frankreich, Deutschland, Luxemburg, Polen, Österreich und Tschechien verantwortlich ist.

## Werdegang

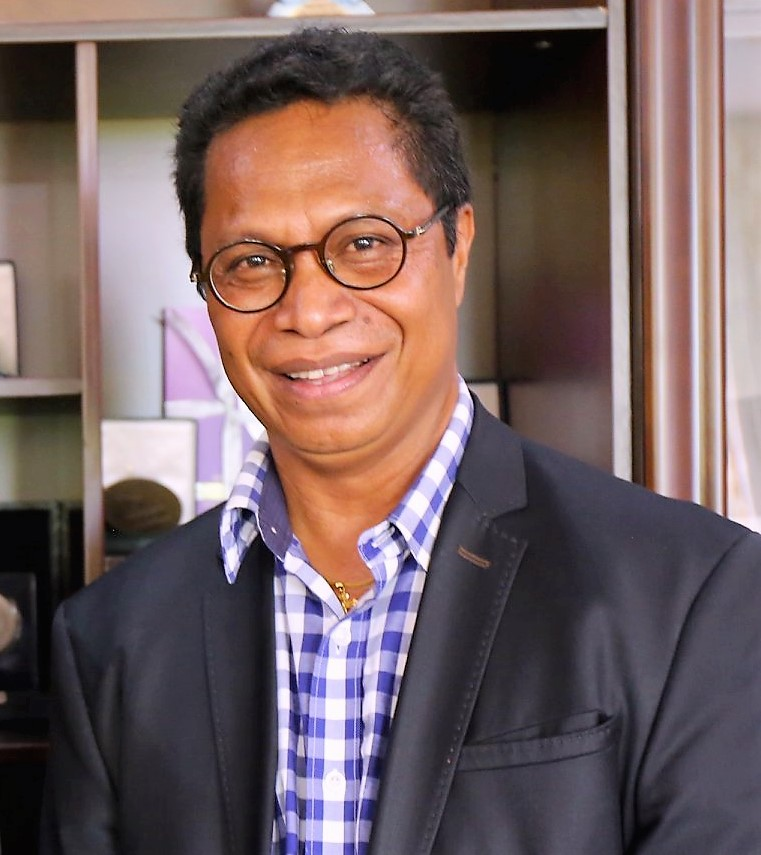
Jorge Trindade Neves de Camões (2019)

Camões besuchte Grund- und Sekundärschule in Dili und Baucau. In Jakarta erhielt er 1996 einen Bachelor-Titel in Sozialer und Kultureller Philosophie von der Driyarkara School of Philosophy. Er war Mitglied des Conselho Nacional de Resistência Timorense (CNRT) und warb unter den osttimoresischen Studenten um Unterstützung im Widerstand gegen die indonesische Besatzung Osttimors.
Von 1997 bis 1999 arbeitete Camões für die BIAHULA Foundation ein Projekt zur kommunalen Entwicklung, das von der Australian Development Aid finanziert wurde.
Während der Vorbereitung zur Rückkehr in die Unabhängigkeit Osttimors begann Camões 2001 für das neu gegründete Außenministerium zu arbeiten. Er nahm an einem Spezialtraining in Englisch, Menschenrechte, Informationstechnologie und internationale Diplomatie teil, das in Australien, Norwegen, Malaysia, Indonesien und Südkorea stattfand. Zunächst arbeitete Camões an der Botschaft Osttimors in Jakarta als erster Sekretär, bevor er 2007 Charge d’Affaires ad interim in der Botschaft Osttimors in Washington wurde. Erst 2009 wurde mit Constâncio Pinto ein neuer Botschafter Osttimors in den Vereinigten Staaten entsandt.
Am 6. Juli 2012 wurde Camões zum ersten Botschafter Osttimors mit Sitz in Vietnam ernannt. Seine Akkreditierung gab er am 8. Mai 2013 ab. Am 17. Dezember 2016 wurde Camões von Vietnams Premierminister Nguyễn Xuân Phúc verabschiedet. Neuer osttimoresischer Botschafter in Vietnam wurde Pascoela Barreto. 2018 war Camões im Außenministerium Generaldirektor der Abteilung für die Beziehungen zu den ASEAN und 2019 Generalsekretär des Außenministeriums. Am 8. Oktober 2021 wurde Camões zum osttimoresischen Botschafter in Brüssel vereidigt. Am 6. Dezember übergab Camões seine Akkreditierung an den Protokollchef des belgischen Außenministeriums und am 9. Februar 2022 an König Philippe. Die Akkreditierung für die Europäische Union übergab Camões am 14. Juli 2022 an Ursula von der Leyen, für Tschechien an Präsident Petr Pavel am 5. Juni 2023, für Luxemburg an Großherzog Henri am 9. Juni 2023 und für Deutschland an Bundespräsident Frank-Walter Steinmeier am 12. Juni 2023. 2025 löste Camões Lurdes Maria Bessa in Brüssel ab.

## Sonstiges
Camões ist verheiratet mit Zelinda Fernandes und hat einen Sohn. Eltern von Jorge Trindade Neves de Camões sind Luis de Camões und Rosentina Neves de Camões. Er ist der zweitälteste Sohn von zwölf Kindern.